# Cornudella de Montsant
Cornudella de Montsant är en kommun i Spanien.   Den ligger i provinsen Província de Tarragona och regionen Katalonien, i den östra delen av landet, 400 km öster om huvudstaden Madrid. Antalet invånare är 1 025. Arean är 63 kvadratkilometer. Cornudella de Montsant gränsar till Vilanova de Prades, Prades, La Febró, Arbolí, Porrera, La Morera de Montsant och Ulldemolins. 
Terrängen i Cornudella de Montsant är kuperad.